# КК Малага
КК Малага (шп. Club Baloncesto Málaga) шпански је кошаркашки клуб из Малаге. Из спонзорских разлога клуб тренутно носи назив Уникаха (шп. Unicaja). У сезони 2024/25. такмичи се у АЦБ лиги и у ФИБА Лиги шампиона.

## Историја
Малага је основана 1992. године након спајања два градска клуба, Каха де Ронда и Маристаса.
Клуб је свој први трофеј у неком такмичењу освојио у Купу Радивоја Кораћа 2001. године. Затим су освојили шпански Куп Краља (2005). Следеће 2006, Малага је први пут у историји постала првак Шпаније, освојивши АЦБ лигу. 

## Успеси

### Национални
- Првенство Шпаније:
  - Првак (1): 2006.
  - Вицепрвак (2): 1995, 2002.

- Куп Шпаније:
  - Победник (3): 2005, 2023, 2025.
  - Финалиста (2): 2009, 2020.

- Суперкуп Шпаније:
  - Победник (1): 2024.
  - Финалиста (3): 2006, 2015, 2023.

### Међународни
- Куп Радивоја Кораћа:
  - Победник (1): 2001.
  - Финалиста (1): 2000.

- Евролига:
  - Треће место (1): 2007.

- Еврокуп:
  - Победник (1): 2017.

- ФИБА Лига шампиона:
  - Победник (2): 2024, 2025.

- Интерконтинентални куп:
  - Победник (1): 2024.

## Учинак у претходним сезонама
| Сез.     | Првенство Шпаније | Куп Шпаније  | Европско такмичење                | Европско такмичење |
| -------- | ----------------- | ------------ | --------------------------------- | ------------------ |
| 2004/05. | Полуфинале ПО     | Победник     | Евролига — Топ 24                 |                    |
| 2005/06. | Првак             | Полуфинале   | Евролига — Топ 16                 |                    |
| 2006/07. | Четвртфинале ПО   | Четвртфинале | Евролига — Треће место            |                    |
| 2007/08. | Полуфинале ПО     | Четвртфинале | Евролига — Топ 16                 |                    |
| 2008/09. | Полуфинале ПО     | Финалиста    | Евролига — Топ 16                 |                    |
| 2009/10. | Полуфинале ПО     | —            | Евролига — Топ 16                 |                    |
| 2010/11. | Четвртфинале ПО   | —            | Евролига — Топ 16                 |                    |
| 2011/12. | 9. место          | Четвртфинале | Евролига — Топ 16                 |                    |
| 2012/13. | 9. место          | —            | Евролига — Топ 16                 |                    |
| 2013/14. | Полуфинале ПО     | Четвртфинале | Евролига — Топ 16                 |                    |
| 2014/15. | Полуфинале ПО     | Полуфинале   | Евролига — Топ 16                 |                    |
| 2015/16. | Четвртфинале ПО   | —            | Евролига — Топ 16                 |                    |
| 2016/17. | Полуфинале ПО     | Четвртфинале | Еврокуп — Победник                |                    |
| 2017/18. | Четвртфинале ПО   | Четвртфинале | Евролига — 9. место               |                    |
| 2018/19. | Четвртфинале ПО   | Четвртфинале | Еврокуп — Четвртфинале            |                    |
| 2019/20. | 10. место         | Финалиста    | Еврокуп (прекинуто)               |                    |
| 2020/21. | 11. место         | Четвртфинале | Еврокуп — Топ 16                  |                    |
| 2021/22. | 12. место         | —            | ФИБА Лига шампиона — Четвртфинале |                    |
| 2022/23. | Полуфинале ПО     | Победник     | ФИБА Лига шампиона — 4. место     |                    |
| 2023/24. | Четвртфинале ПО   | Четвртфинале | ФИБА Лига шампиона — Победник     |                    |
| 2024/25. | —                 | Победник     | ФИБА Лига шампиона — Победник     |                    |

## Познатији играчи
| - Алекс Абрињес - Маркус Браун - Луис Булок - Костас Василијадис - Фран Васкез - Маркус Вилијамс - Хорхе Гарбахоса - Џејмс Гист - Владимир Голубовић - Кејлеб Грин - Милан Гуровић | - Зоран Драгић - Лука Жорић - Ник Кејнер-Медли - Таренс Кинси - Миндаугас Кузминскас - Омар Кук - Давор Кус - Еразем Лорбек - Стефан Марковић - Немања Недовић - Хуан Антонио Оренга | - Флоран Пјетрус - Коста Перовић - Бојан Поповић - Јоргос Принтезис - Данијел Сантијаго - Крунослав Симон - Жан Табак - Урош Трипковић - Валтер Херман |

## Познатији тренери
- Божидар Маљковић
- Јасмин Репеша